# Wielersport op de Paralympische Zomerspelen

Wielersport is een van de sporten die op het programma van de Paralympische Spelen staan. De sport valt uiteen in de disciplines baanwielrennen en wegwielrennen. De sport is toegankelijk voor visueel beperkten, sporters met een hersenverlamming, amputatie en andere fysieke beperkingen. Wielrenners gebruiken een racefiets, driewieler, tandem of een vastframe handbike. De sport staat onder auspiciën van de Internationale Wielerunie (UCI).

## Regels
Bij het paralympisch wielrennen zijn de standaardregels van het wielrennen van toepassing.

## Classificatie
De indeling in klassen is in hoofdlijnen als volgt:
- Sporters met een hersenverlamming gebruiken standaard racefietsen, zowel op de baan als op de weg.
- Sporters met evenwichtsproblemen gebruiken driewielers, maar sporten alleen op de weg.
- Sporters met visuele beperkingen gebruiken tandems met een stuurman die wel volledig kan zien, zowel op de baan als op de weg
- Sporters met een amputatie of andere permanente fysieke beperkingen gebruiken standaard racefietsen, zowel op de baan als op de weg.
- Rolstoelgebonden sporters die geen standaard racefiets of driewieler kunnen gebruiken, gebruiken een vastframe handbike. Ze sporten alleen op de weg.

De volgende codering wordt gebruikt:
Tandems
- B/VI: blinden en visueel beperkten

Tweewielers
- LC1: Minimale of geen beperking aan het been
- LC2: Sporters met een beperking in één been, maar die met beide benen kunnen fietsen, zonder gebruik te maken van een prothese.
- LC3: Sporters met een beperking van een been met of zonder armfunctie. De meesten trappen met één been
- LC4: Sporters met grotere beperking aan beide benen, met of zonder armfunctie.
- CP3 een gemiddelde beperking met de keuze voor een racefiets
- CP4: minst zware beperking; ze gebruiken racefietsen (formeel CP-classificatie 7 en 8)

Driewielers
- CP1: meest zware beperking; ze gebruiken driewielers (formeel CP-classificatie 1 tot en met 4)
- CP2 een gemiddelde beperking met de keuze voor een driewieler

Handbikes
- HC A: sporters met de grootste beperkingen; volledig verlies van de romp en beenfunctie of andere zware complexe beperkingen.
- HC B: sporters met volledig verlies van de beenfunctie en beperkte stabiliteit in de romp.
- HC C: sporters met volledig verlies van de beenfunctie maar met minimale overige beperkingen of gedeeltelijk verlies van de beenfunctie in combinatie met andere beperkingen.

## Geschiedenis
De wielersport staat vanaf 1984 op het programma, eerst als demonstratiesport. Omdat het aantal vrouwen dat jaar slechts twee was, stond bij de eerste paralympische editie in 1988 alleen het wielrennen voor mannen op het programma. Vier jaar later waren de vrouwen weer welkom en werden ook gemengde onderdelen gehouden. De tandems deden in 1992 voor het eerst mee en vanaf 1996 staat het baanwielrennen ook op het programma. De handbikers zijn sinds 2004 welkom op de spelen.